# Дрю (окръг, Арканзас)
Окръг Дрю (на английски: Drew County) е окръг в щата Арканзас, Съединени американски щати. Площта му е 2165 km², а населението – 18 509 души (2010). Административен център е град Монтиселоу.